# Bjurums socken, Gudhems härad
Bjurums socken i Västergötland ingick i Gudhems härad, ingår sedan 1974 i Falköpings kommun och motsvarar från 2016 Bjurums distrikt.
Socknens areal är 29,26 kvadratkilometer land. År 2000 fanns här 128 invånare. Godset Stora Bjurum samt sockenkyrkan Bjurums kyrka ligger i socknen.

## Administrativ historik
Socknen bildades 1768 genom sammanslagning av Mårby och Hångers socknar vars jordebokssocknar kvarstod separata till 1892.
Vid kommunreformen 1862 övergick socknens ansvar för de kyrkliga frågorna till Bjurums församling och för de borgerliga frågorna bildades Bjurums landskommun. Landskommunen uppgick 1952 i Gudhems landskommun som 1974 uppgick i Falköpings kommun. Församlingen uppgick 2006 i Gudhems församling.
1 januari 2016 inrättades distriktet Bjurum, med samma omfattning som församlingen hade 1999/2000.  
Socknen har tillhört län, fögderier, tingslag och domsagor enligt vad som beskrivs i artikeln Gudhems härad. De indelta soldaterna tillhörde Skaraborgs regemente Livkompaniet.

## Geografi
Bjurums socken ligger nordväst om Falköping sydväst om Hornborgasjön. Socknen är en småkuperad slättbygd med moss- och skogsbygd i väster.

## Fornlämningar
Boplatser från stenåldern är funna vid Horborgasjön. Från brons- och järnåldern finns gravar. Från järnåldern finns två gravfält.

## Namnet
Namnet skrevs 1431 Bywreem och kommer från gården Stora Bjurum. Efterleden är hem, 'boplats; gård'. Förleden innehåller bjur, 'bäver'.